# Acaxman
Acaxman es una localidad del estado mexicano de Chiapas. Es parte del municipio de Tapachula.

## Demografía
| Gráfica de evolución demográfica |
|                                  |

| Censo | Población |
| ----- | --------- |
| 1930  | 7         |
| 1940  | 69        |
| 1950  | 415       |
| 1960  | 440       |
| 1970  | 696       |
| 1980  | 838       |
| 1990  | 1 421     |
| 2000  | 744       |
| 2010  | 1 099     |
| 2020  | 1 057     |